# Deutscher Kriegerbund
De Deutscher Kriegerbund was een vereniging van oorlogsveteranen en reservisten in Duitsland, opgericht in april 1873 in Weißenfels.
De oorsprong ervan ligt in een Krijgersvereniging opgericht in 1786 door fuseliers van het leger van Frederik II van Pruisen in Wangerin/Pommeren. Het oorspronkelijke doel van de verenigingen van oorlogsveteranen was om hun leden en voormalige soldaten fatsoenlijke begrafenisregelingen te bieden. Voormalige soldaten voelden de behoefte aan herdenkingsgraven die de waardigheid van hun voormalige strijdmakkers zouden behouden en hen zouden eren, zelfs na hun dood. Dit soort vereniging kreeg aanzienlijke steun na Pruisische overwinningen tegen de Deense (1864), Oostenrijkse (1866) en Franse legers in 1871.
Een aantal van deze verenigingen van veteranen richtte in 1873 de Deutscher Kriegerbund op door hun krachten te bundelen voor een gemeenschappelijk doel. In april 1897 werd de Deutscher Kriegerbund de Krijgersbond van de Pruisische Land (Duits: Preußischer Landeskriegerverband). De voormalige naam Deutscher Kriegerbund werd behouden voor bepaalde economische en sociale zaken. In deze vorm was het een voorloper van latere Duitse militaire sociale voorzieningen zoals de zorg voor oorlogsslachtoffers onder het nationaalsocialisme. Omdat het aanvankelijk gedomineerd werd door groepen soldaten van het voormalige Pruisische leger, verkozen lokale veteranenverenigingen van Beieren, Saksen, Württemberg, Hessen en Baden om buiten zijn kring te blijven. De Deutscher Kriegerbund begon in 1888 inspanningen om een monument te bouwen dat de Duitse strijders zou eren en vertegenwoordigen.

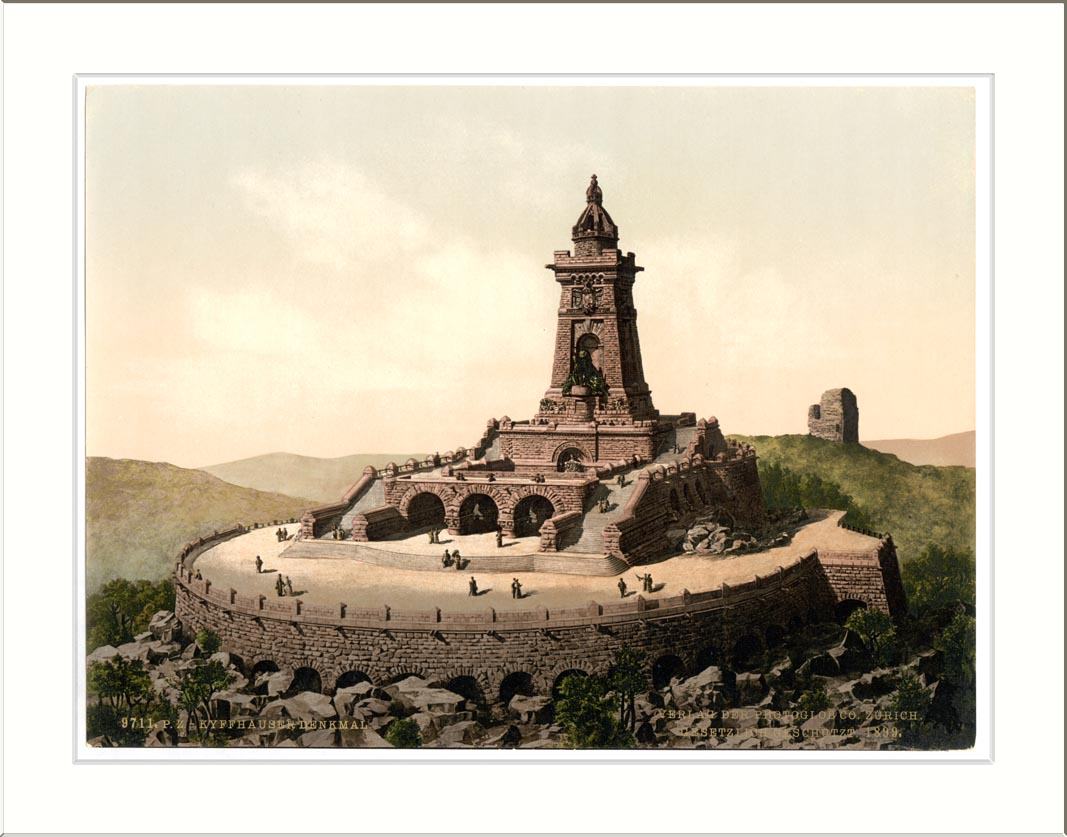
Het Kyffhauser-monument rond 1900

Dit monument, gelegen op de top van de 473 meter hoge Kyffhäuserberg, werd uiteindelijk ingehuldigd op 16 juni 1896. Het bouwen van het monument behaagde en inspireerde andere Duitse verenigingen van oorlogsveteranen die terughoudend waren om zich bij de Deutscher Kriegerbund aan te sluiten. Als gevolg van deze verandering in houding werden stappen ondernomen om in 1900 een bredere organisatie te vormen, en zo werd de Kyffhäuserbund opgericht. Deze inclusieve organisatie integreerde de voorheen verspreide Duitse verenigingen van oorlogsveteranen, wat een van de belangrijkste doelen van de Deutscher Kriegerbund was.